# Carlux
Cet article possède un paronyme, voir Carlus.
Carlux [kaʁly] est une commune française située dans le département de la Dordogne, en région Nouvelle-Aquitaine. De 1790 à 2015, la commune était le chef-lieu du canton de Carlux.

## Géographie

### Généralités
Dans le quart sud-est du département de la Dordogne, en Périgord noir, la commune de Carlux est entièrement située en rive droite de la Dordogne. C'est une commune rurale qui fait partie de l'aire d'attraction de Sarlat-la-Canéda.
Le bourg de Carlux, traversé par la route départementale (RD) 61, se situe en distances orthodromiques, dix kilomètres à l'ouest de Souillac et onze kilomètres à l'est de Sarlat-la-Canéda.
La commune est également desservie par les RD 47b, 61b et 703.
En limite de Calviac-en-Périgord et de Prats-de-Carlux à l'ouest jusqu'à Pechs-de-l'Espérance à l'est, le sentier de grande randonnée GR 6 traverse le territoire communal sur six kilomètres et demi, passant par le bourg.
Empruntant le tracé de l'ancienne ligne ferroviaire de Siorac-en-Périgord à Cazoulès, une voie verte suit la RD 703 sur trois kilomètres et demi au sud et à l'est.

### Communes limitrophes
Carlux est limitrophe de cinq autres communes.
| Simeyrols           |        | Pechs-de-l'Espérance   |
| Prats-de-Carlux     | Carlux |                        |
| Calviac-en-Périgord |        | Saint-Julien-de-Lampon |

### Géologie et relief

#### Géologie
Situé sur la plaque nord du Bassin aquitain et bordé à son extrémité nord-est par une frange du Massif central, le département de la Dordogne présente une grande diversité géologique. Les terrains sont disposés en profondeur en strates régulières, témoins d'une sédimentation sur cette ancienne plate-forme marine. Le département peut ainsi être découpé sur le plan géologique en quatre gradins différenciés selon leur âge géologique. Carlux est située dans le troisième gradin à partir du nord-est, un plateau formé de calcaires hétérogènes du Crétacé.
Les couches affleurantes sur le territoire communal sont constituées de formations superficielles du Quaternaire datant du Cénozoïque et de roches sédimentaires du Mésozoïque. La formation la plus ancienne, notée j4, date du Callovien, une alternance de calcaires plus ou moins crayeux à pelletoïdes, oncolithes et trocholines et de calcaires oolithiques, bioclastiques et granulaires. Vers le sud, les bancs oolithiques sont plus massifs (formations de Rocamadour-Cabrerets et Saint-Géry). La formation la plus récente, notée Fy3-z, fait partie des formations superficielles de type alluvions subactuelles à actuelles. Le descriptif de ces couches est détaillé dans  la feuille « no 808 - Sarlat-la-Canéda » de la carte géologique au 1/50 000 de la France métropolitaine, et sa notice associée.

Carte géologique de Carlux.

#### Relief et paysages

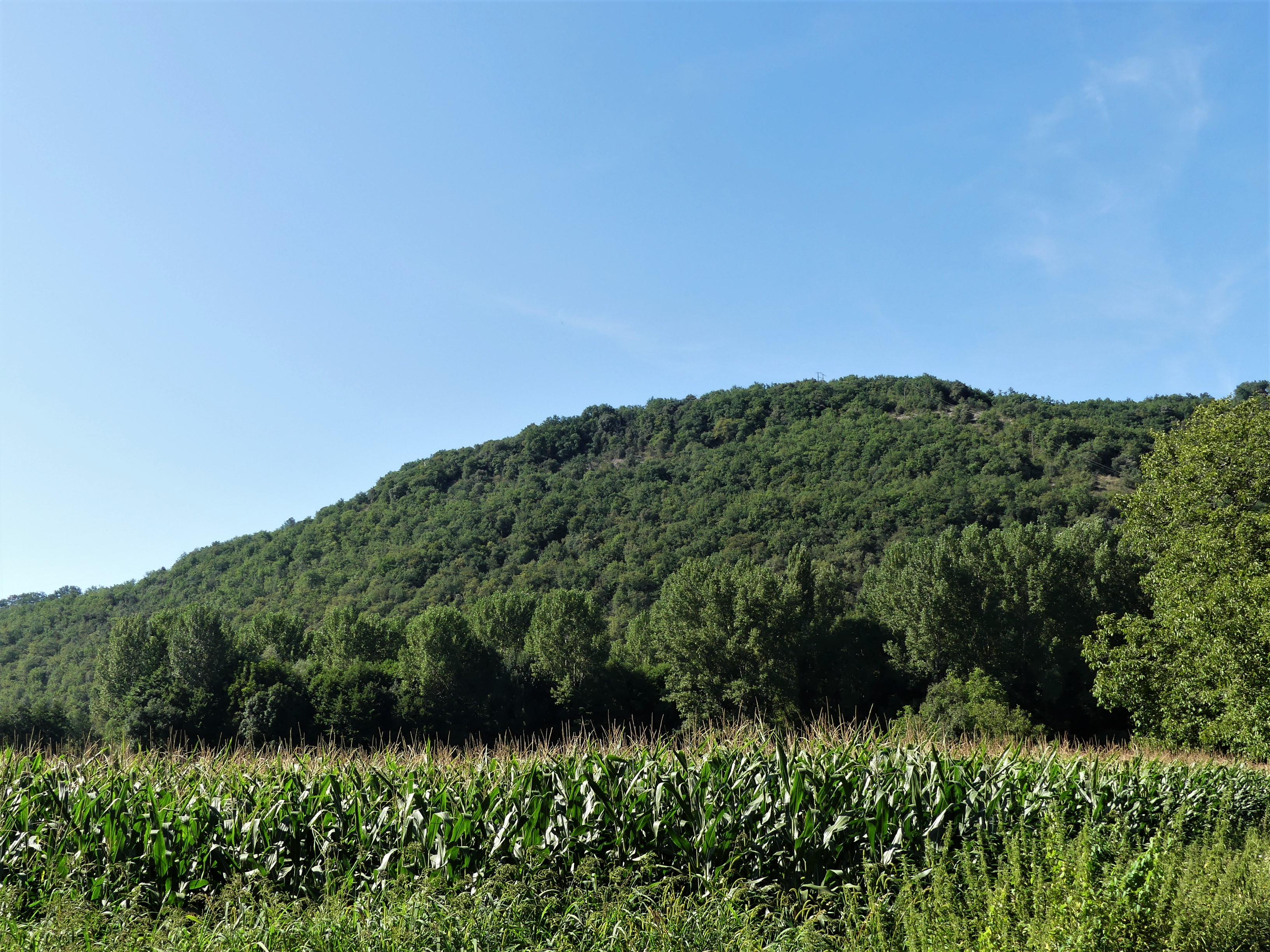
Le coteau du Pech Saint-Martin, au-dessus du lieu-dit le Gadenaud, à Peyrillac-et-Millac. La partie gauche est située sur la commune de Carlux.

Le département de la Dordogne se présente comme un vaste plateau incliné du nord-est (491 m, à la forêt de Vieillecour dans le Nontronnais, à Saint-Pierre-de-Frugie) au sud-ouest (2 m à Lamothe-Montravel). L'altitude du territoire communal varie quant à elle entre 78 m et 254 m,.
Dans le cadre de la Convention européenne du paysage entrée en vigueur en France le 1er juillet 2006, renforcée par la loi du 8 août 2016 pour la reconquête de la biodiversité, de la nature et des paysages, un atlas des paysages de la Dordogne a été élaboré sous maîtrise d’ouvrage de l’État et publié en octobre 2020. Les paysages du département s'organisent en huit unités paysagères et 14 sous-unités. La commune fait partie du Périgord noir, un paysage vallonné et forestier, qui ne s’ouvre que ponctuellement autour de vallées-couloirs et d’une multitude de clairières de toutes tailles. Il s'étend du nord de la Vézère au sud de la Dordogne (en amont de Lalinde) et est riche d’un patrimoine exceptionnel.
La superficie cadastrale de la commune publiée par l'Insee, qui sert de référence dans toutes les statistiques, est de 13,31 km2,,. La superficie géographique, issue de la BD Topo, composante du Référentiel à grande échelle produit par l'IGN, est également de 13,31 km2.

### Hydrographie

#### Réseau hydrographique
La commune est située dans le bassin de la Dordogne au sein du Bassin Adour-Garonne. Elle est drainée par la Dordogne, la Borgne et par divers petits cours d'eau, qui constituent un réseau hydrographique de 14 km de longueur totale,.
La Dordogne, d'une longueur totale de 483,1 km, prend naissance sur les flancs du puy de Sancy (1 885 m), dans la chaîne des monts Dore, traverse six départements dont la Dordogne dans sa partie sud, et conflue avec la Garonne à Bayon-sur-Gironde, pour former l'estuaire de la Gironde,. Elle arrose le territoire communal au sud sur plus de deux kilomètres et demi dont deux kilomètres en limite de Saint-Julien-de-Lampon, en deux tronçons.
Son affluent de rive droite la Borgne traverse la commune du nord-est à l'est sur plus de deux kilomètres.

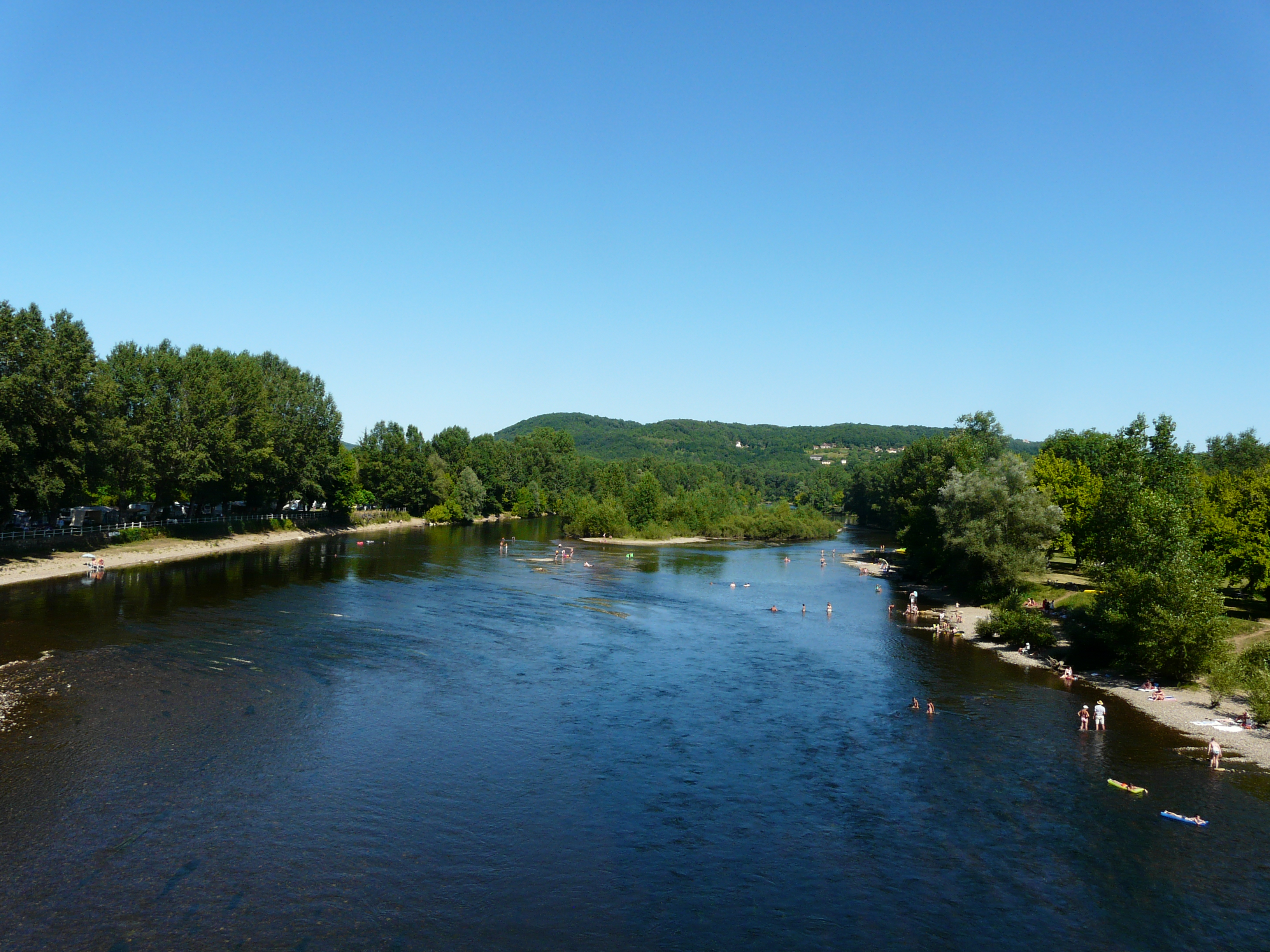
La Dordogne au pont de Rouffillac, entre Carlux à gauche et Saint-Julien-de-Lampon en rive opposée.
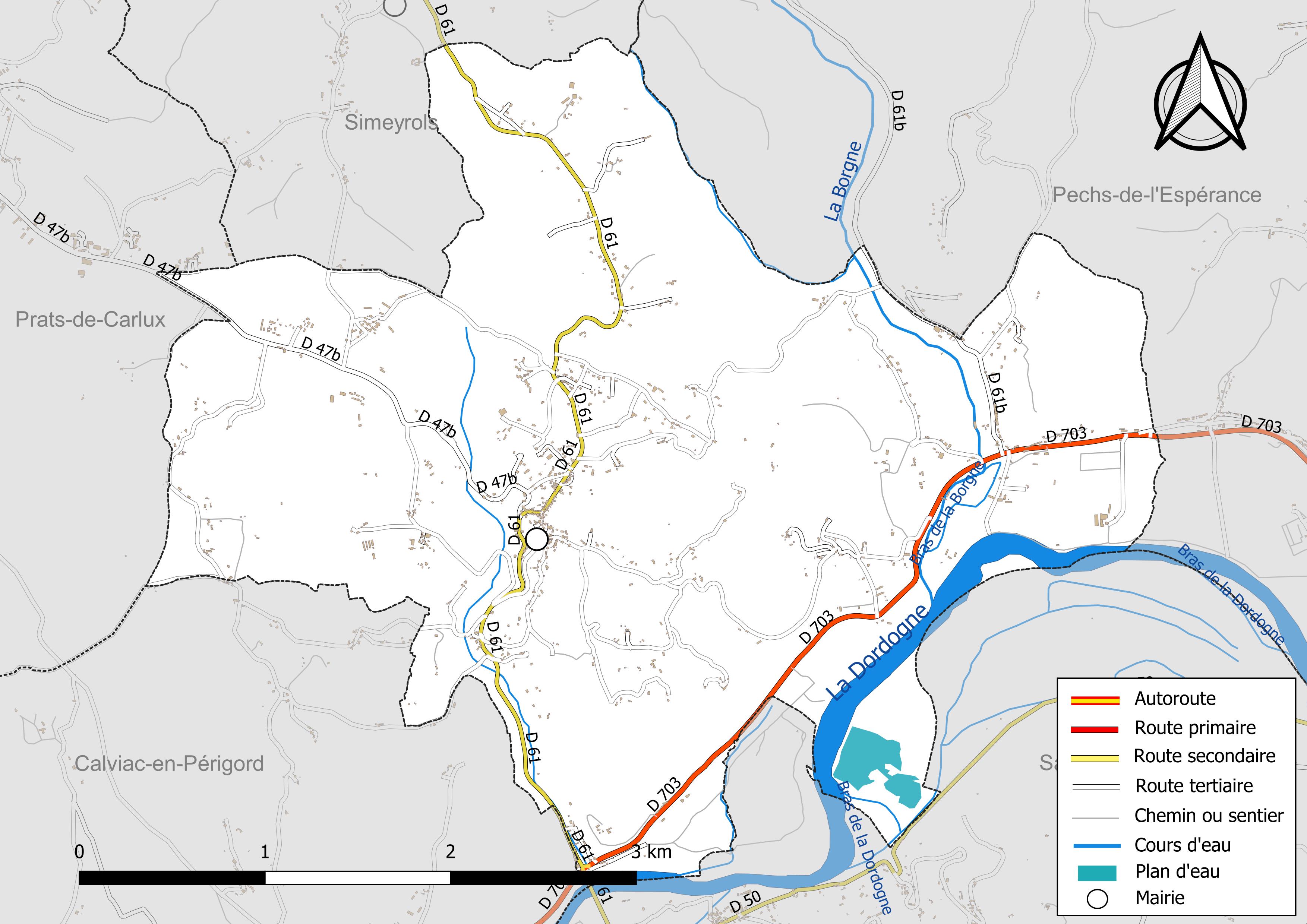
Réseaux hydrographique et routier de Carlux.

#### Gestion et qualité des eaux
Le territoire communal est couvert par le schéma d'aménagement et de gestion des eaux (SAGE) « Dordogne amont ». Ce document de planification, dont le territoire s'étend des sources de la Dordogne jusqu'à la confluence de la Vézère à Limeuil, d'une superficie de 9 700 km2 est en cours d'élaboration. La structure porteuse de l'élaboration et de la mise en œuvre est l'établissement public territorial de bassin de la Dordogne (EPIDOR). Il définit sur son territoire les objectifs généraux d’utilisation, de mise en valeur et de protection quantitative et qualitative des ressources en eau superficielle et souterraine, en respect des objectifs de qualité définis dans le troisième SDAGE  du Bassin Adour-Garonne qui couvre la période 2022-2027, approuvé le 10 mars 2022.
La qualité des eaux de baignade et des cours d’eau peut être consultée sur un site dédié géré par les agences de l’eau et l’Agence française pour la biodiversité.

### Climat
Pour des articles plus généraux, voir Climat de la Nouvelle-Aquitaine et Climat de la Dordogne.
Historiquement, la commune est exposée à un climat océanique aquitain.  
En 2020, Météo-France publie une typologie des climats de la France métropolitaine dans laquelle la commune est exposée à un climat océanique altéré et est dans la région climatique  Ouest et nord-ouest du Massif Central, caractérisée par une pluviométrie annuelle de 900 à 1 500 mm, maximale en automne et en hiver.
Pour la période 1971-2000, la température annuelle moyenne est de 12,4 °C, avec  une amplitude thermique annuelle de 15,6 °C. Le cumul annuel moyen de précipitations est de 929 mm, avec 11,3 jours de précipitations en janvier et 6,9 jours en juillet. Pour la période 1991-2020, la température moyenne annuelle observée sur la station météorologique la plus proche, située sur la commune de Salignac-Eyvigues à 10 km à vol d'oiseau, est de 13,0 °C et le cumul annuel moyen de précipitations est de 907,1 mm,. Pour l'avenir, les paramètres climatiques de la commune estimés pour 2050 selon différents scénarios d’émission de gaz à effet de serre sont consultables sur un site dédié publié par Météo-France en novembre 2022.

### Milieux naturels et biodiversité

#### Natura 2000
La Dordogne est un site du réseau Natura 2000 limité aux départements de la Dordogne et de la Gironde, et qui concerne les 103 communes riveraines de la Dordogne, dont Carlux,. Seize espèces animales et une espèce végétale inscrites à l'annexe II de la directive 92/43/CEE de l'Union européenne y ont été répertoriées.
La zone Coteaux calcaires de la vallée de la Dordogne, qui s'étend au total sur 3 686 hectares et est partagée avec vingt-quatre autres communes, fait également partie du réseau Natura 2000,. Deux espèces de chauves-souris inscrites à l'annexe II de la directive 92/43/CEE de l'Union européenne y ont été répertoriées : le Grand rhinolophe (Rhinolophus ferrumequinum) et le Petit rhinolophe (Rhinolophus hipposideros).Sur la commune, elle s'étend sur près de deux kilomètres carrés et se situe le long de la Dordogne et du ruisseau de Carlux, au nord de la route départementale (RD) 703 et le long de la RD 61, en quatre sites séparés.

#### ZNIEFF

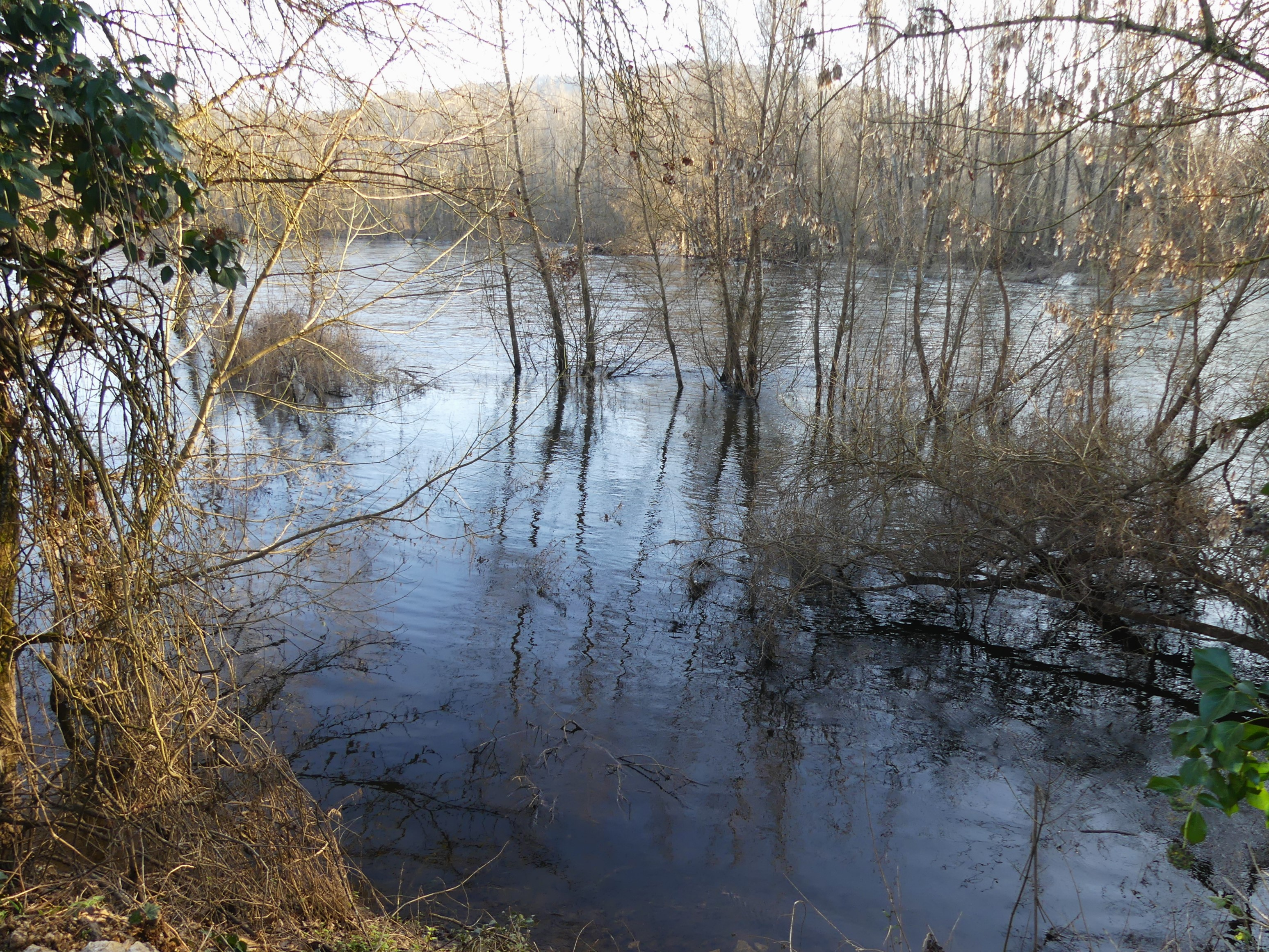
La Dordogne en crue au sud du lieu-dit la Rivière (lieu faisant partie de la ZNIEFF Couasnes de Saint-Julien-de-Lampon).

Une frange nord-est du territoire communal — depuis Bos Barrat jusqu'au sud de la Carbonnière — fait partie de la zone naturelle d'intérêt écologique, faunistique et floristique (ZNIEFF) de type II Secteur forestier de Borrèze qui s'étend sur treize communes (dix en Dordogne et trois dans le Lot),. Deux espèces déterminantes de plantes ont été recensées sur cette ZNIEFF : l'Euphorbe de Séguier (Euphorbia seguieriana) et la Leuzée conifère (Rhaponticum coniferum), ainsi que 87 autres espèces végétales.
Carlux fait partie des 102 communes concernées par une autre ZNIEFF de type II : « La Dordogne »,, dans laquelle ont été répertoriées huit espèces animales déterminantes et cinquante-sept espèces végétales déterminantes, ainsi que quarante-trois autres espèces animales et trente-neuf autres espèces végétales.
Le site « Couasnes de Saint-Julien-de-Lampon » est une ZNIEFF de type I correspondant au cours de la Dordogne, à ses rives proches, à ses bras secondaires et à ses « couasnes » (ses bras morts) qui s'étend sur 261,47 hectares et dont environ 20 % se situent sur le territoire de Carlux, entre les  lieux-dits les Teilles en amont et les Borgnes de Lavigerie en aval,.

## Urbanisme

### Typologie
Au 1er janvier 2024, Carlux est catégorisée commune rurale à habitat dispersé, selon la nouvelle grille communale de densité à 7 niveaux définie par l'Insee en 2022.
Elle est située hors unité urbaine. Par ailleurs la commune fait partie de l'aire d'attraction de Sarlat-la-Canéda, dont elle est une commune de la couronne,. Cette aire, qui regroupe 45 communes, est catégorisée dans les aires de moins de 50 000 habitants,.

### Occupation des sols
L'occupation des sols de la commune, telle qu'elle ressort de la base de données européenne d’occupation biophysique des sols Corine Land Cover (CLC), est marquée par l'importance des territoires agricoles (52,3 % en 2018), une proportion sensiblement équivalente à celle de 1990 (52,4 %). La répartition détaillée en 2018 est la suivante : 
forêts (43,4 %), zones agricoles hétérogènes (38,1 %), prairies (10 %), terres arables (4,2 %), eaux continentales (2,2 %), zones urbanisées (2,1 %). L'évolution de l’occupation des sols de la commune et de ses infrastructures peut être observée sur les différentes représentations cartographiques du territoire : la carte de Cassini (XVIIIe siècle), la carte d'état-major (1820-1866) et les cartes ou photos aériennes de l'IGN pour la période actuelle (1950 à aujourd'hui).

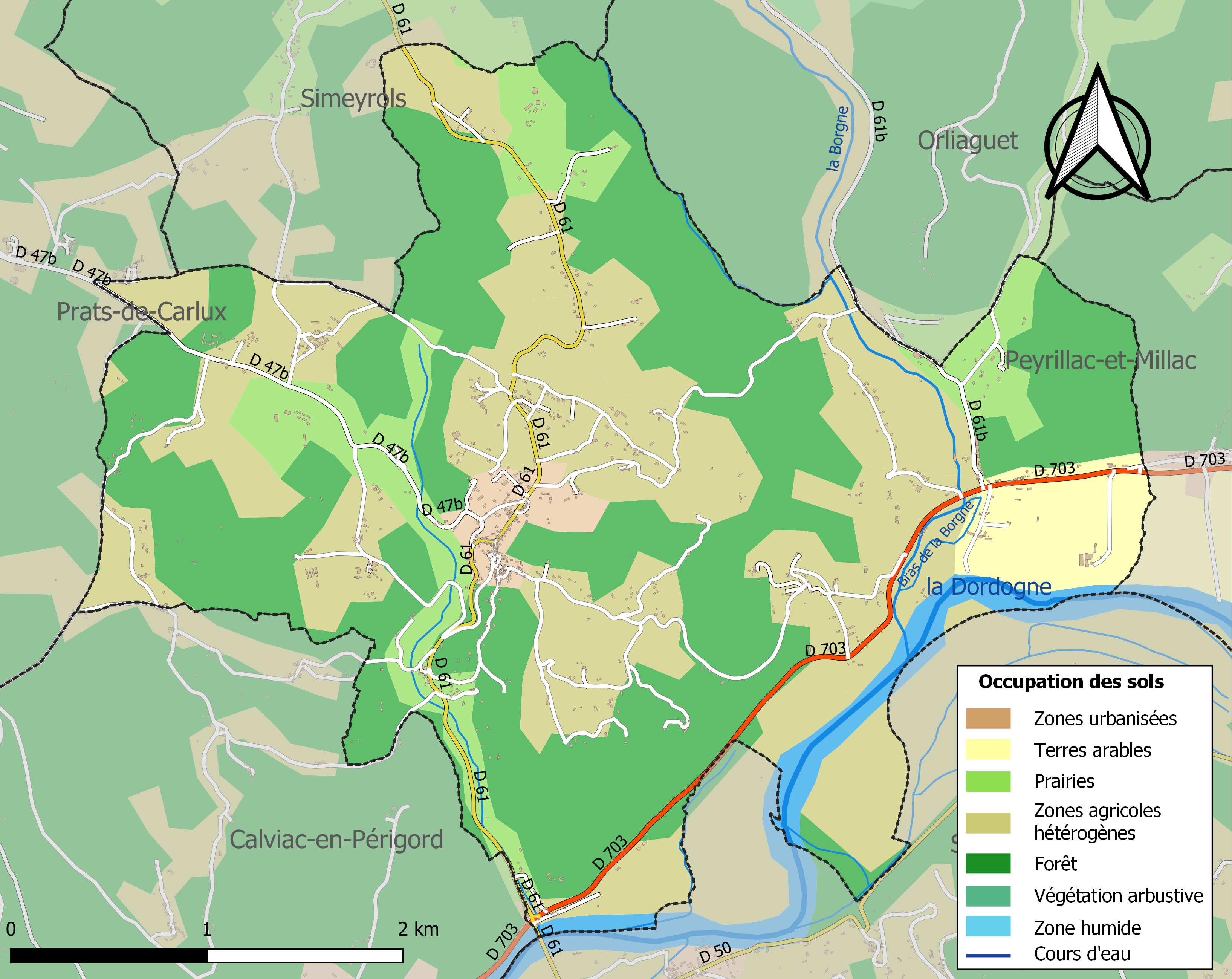
Carte des infrastructures et de l'occupation des sols de la commune en 2018 (CLC).

### Prévention des risques
Le territoire de la commune de Carlux est vulnérable à différents aléas naturels : météorologiques (tempête, orage, neige, grand froid, canicule ou sécheresse), inondations, feux de forêts, mouvements de terrains et séisme (sismicité très faible). Il est également exposé à un risque technologique, la rupture d'un barrage. Un site publié par le BRGM permet d'évaluer simplement et rapidement les risques d'un bien localisé soit par son adresse soit par le numéro de sa parcelle.

#### Risques naturels
Certaines parties du territoire communal sont susceptibles d’être affectées par le risque d’inondation par débordement de cours d'eau, notamment la Dordogne. La commune a été reconnue en état de catastrophe naturelle au titre des dommages causés par les inondations et coulées de boue survenues en 1982, 1983, 1993, 1996 et 1999,. Le risque inondation est pris en compte dans l'aménagement du territoire de la commune par le biais du plan de prévention des risques inondation (PPRI) de la « vallée de la Dordogne amont »  approuvé le 15 avril 2011, pour les crues de la Dordogne,.
Carlux est exposée au risque de feu de forêt. L’arrêté préfectoral du 14 mars 2013 fixe les conditions de pratique des incinérations et de brûlage dans un objectif de réduire le risque de départs d’incendie. À ce titre, des périodes sont déterminées : interdiction totale du 15 février au 15 mai et du 15 juin au 15 octobre, utilisation réglementée du 16 mai au 14 juin et du 16 octobre au 14 février. En septembre 2020, un plan inter-départemental de protection des forêts contre les incendies (PidPFCI) a été adopté pour la période 2019-2029,.

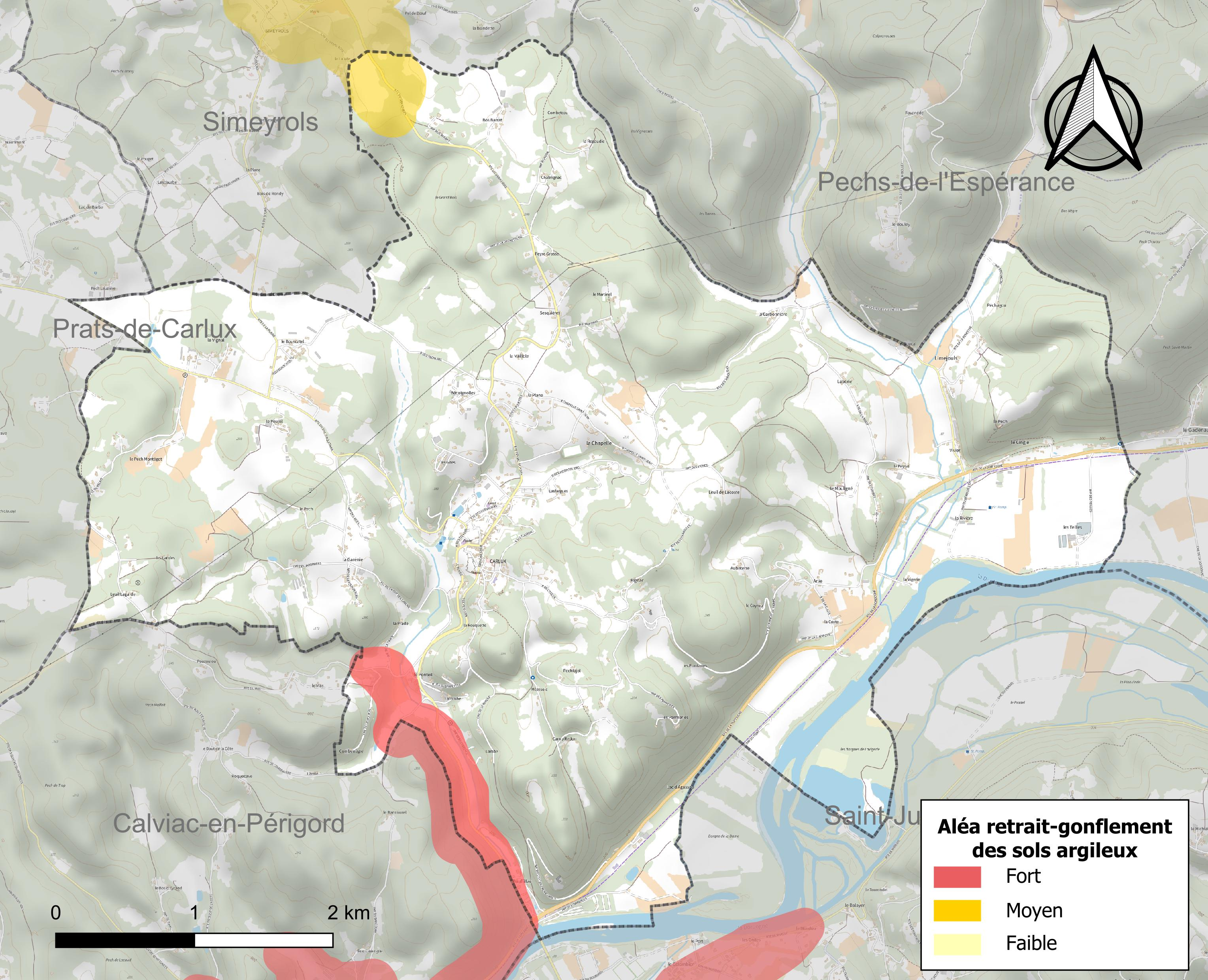
Carte des zones d'aléa retrait-gonflement des sols argileux de Carlux.

Les mouvements de terrains susceptibles de se produire sur la commune sont des tassements différentiels. Le retrait-gonflement des sols argileux est susceptible d'engendrer des dommages importants aux bâtiments en cas d’alternance de périodes de sécheresse et de pluie. 3,2 % de la superficie communale est en aléa moyen ou fort (58,6 % au niveau départemental et 48,5 % au niveau national métropolitain). Depuis le 1er octobre 2020, en application de la loi ÉLAN, différentes contraintes s'imposent aux vendeurs, maîtres d'ouvrages ou constructeurs de biens situés dans une zone classée en aléa moyen ou fort,.
La commune a été reconnue en état de catastrophe naturelle au titre des dommages causés par la sécheresse en 2005 et par des mouvements de terrain en 1999.

#### Risque technologique
La commune est en outre située en aval du barrage de Bort-les-Orgues, un ouvrage de classe A situé dans le département de la Corrèze et faisant l'objet d'un PPI depuis 2009. À ce titre elle est susceptible d’être touchée par l’onde de submersion consécutive à la rupture de cet ouvrage.

## Toponymie
En occitan, la commune porte le nom de Carluç.
Sur la planète Mars, en février 2021, l'une des cibles d'analyses poussées effectuées sur un affleurement rocheux par l'astromobile Curiosity de la NASA, est baptisée d'après la commune.

## Histoire
Le château de Carlux a probablement été construit au XIIe siècle sur des fondations et des structures qui remontent sans doute au Xe siècle. Comme les autres, le château primitif se résumait à une tour de guet ; il fut pris au cours du Moyen Âge dans une tourmente guerrière qui dura plusieurs siècles avec des accalmies et des moments d'exaspération.
Attaqué, incendié, partiellement détruit, il était à chaque fois reconstruit et agrandi. Au moment de son plus grand développement, le château allait jusqu'à l'aplomb sur le vallon (terrasse actuelle) et englobait au moins la place de la Mairie. Deux bulles papales de 1153 et 1170 mentionnent la chapelle Sainte-Marie de Carlux et l’église Saint-Pierre de Cadiot. Les plus anciennes archives le concernant ne remontent qu'au XIIIe siècle. À ce moment, les sires de Carlux proprement dits avaient disparu et la châtellenie appartenait à des seigneurs qui y entretenaient une petite garnison permanente.
Les ruines du château servirent encore de retranchements durant les guerres de Religion après quelques travaux de maçonnerie qui peuvent encore se distinguer, en haut des falaises. En 1593, après un siège de trois semaines, les troupes du roi de France s'emparèrent du château de Carlux ; ce fut le dernier acte guerrier dont il fut le témoin.
Au Moyen Âge, Carlux était une petite cité gérée par des consuls. 
La vicomté de Carlux changea souvent de mains au cours de l'histoire ; les seigneurs les plus connus furent d'abord les sires de Pons et de Bergerac qui régnèrent du XIIIe au XVe siècle, les Turenne et enfin les Noailles de 1723 à la Révolution.
En 1308, Philippe le Bel lui demanda d'envoyer trois députés aux États généraux de Tours qui devaient juger les Templiers. La guerre de Cent Ans décima le pays et malgré des essais de reprise économique aux XVe et XVIe siècles, Carlux à l'écart des grandes voies de communication, ne retrouva jamais sa prospérité.
L'église fut construite de 1325 à 1340 environ, c'est-à-dire en pleine guerre de Cent Ans, ce qui explique la pauvreté de son architecture et de sa décoration. La voûte du chœur, élevée avec une certaine maladresse, est cependant remarquable par sa sobre élégance. À noter la forte pente du dallage montant vers le chœur.
Une Pietà en bois peint du XVIIe siècle dans l'église est classée au titre des monuments historiques, ainsi que, dans le village, une très fine cheminée du XIVe siècle, dite sarrasine, qui domine la grande rue.
Pendant la guerre de Cent Ans qui dura de 1337 à 1450 et ravagea plusieurs fois la région, le château de Carlux fut plusieurs fois attaqué et incendié. En 1481, Louis XI ordonna qu'il soit rasé.
Sur la carte de Cassini représentant la France entre 1756 et 1789, le village est identifié sous le nom de Carlus. 
En 1825, la commune de Limejouls fusionne avec Carlux.
En 1840 et 1850, la route carrossable de Rouffillac à Salignac a été créée ; pour elle, la forteresse féodale a été éventrée, d'antiques constructions médiévales ont disparu, quelques maisons ont été rabotées et quelques jardins traversés.
Le 8 juin 1944, au lieu-dit Rouffillac, partagé avec la commune voisine de Calviac-en-Périgord, la Résistance avait placé une grande barricade en travers de la route nationale 703 pour arrêter les Allemands qui se dirigeaient vers la Normandie. Commandé par Adolf Diekmann, le 1er bataillon de Panzergrenadier du 4e régiment SS Der Führer, appartenant à la division Das Reich se heurte aux résistants. Un Allemand et un résistant meurent dans les tirs. En répression, les Allemands incendient le village et tuent dix-huit personnes, dont seize civils. Un mémorial de la Résistance y a été érigé le long de la RD 703.
Le village de Roufillac a été décoré de la croix de guerre 1939-1945 le 11 novembre 1948, distinction également attribuée à dix-huit autres communes de la Dordogne.
En 1992, pour mettre en valeur les ressources touristiques de la région, des travaux ont commencé sur le site du château de Carlux qui venait d'être donné à la commune par son propriétaire, Monsieur Platel. Une première tranche d'activité a permis de déblayer et de niveler l'intérieur du site. Les nombreux travaux effectués jusqu'à ce jour permettent de visiter l'ensemble des ruines de la forteresse : chapelle, logis roman, donjon, bastion…

## Politique et administration

### Rattachements administratifs et électoraux
Dès 1790, la commune de Carlux est le chef-lieu du canton de Carlux  qui dépend du district de Sarlat jusqu'en 1795, date de suppression des districts. En 1801, le canton dépend de l'arrondissement de Sarlat (devenu l'arrondissement de Sarlat-la-Canéda en 1965).
Dans le cadre de la réforme de 2014 définie par le décret du 21 février 2014, ce canton disparaît aux élections départementales de mars 2015. La commune est alors rattachée au canton de Terrasson-Lavilledieu.

### Intercommunalité
Fin 2000, Carlux intègre dès sa création la communauté de communes du Carluxais. En novembre 2003, celle-ci prend l'appellation de communauté de communes du Carluxais Terre de Fénelon qui est dissoute au 31 décembre 2013 et remplacée au 1er janvier 2014 par la communauté de communes du Pays de Fénelon.

### Administration municipale
La population de la commune étant comprise entre 500 et 1 499 habitants au recensement de 2017, quinze conseillers municipaux ont été élus en 2020,.

### Liste des maires

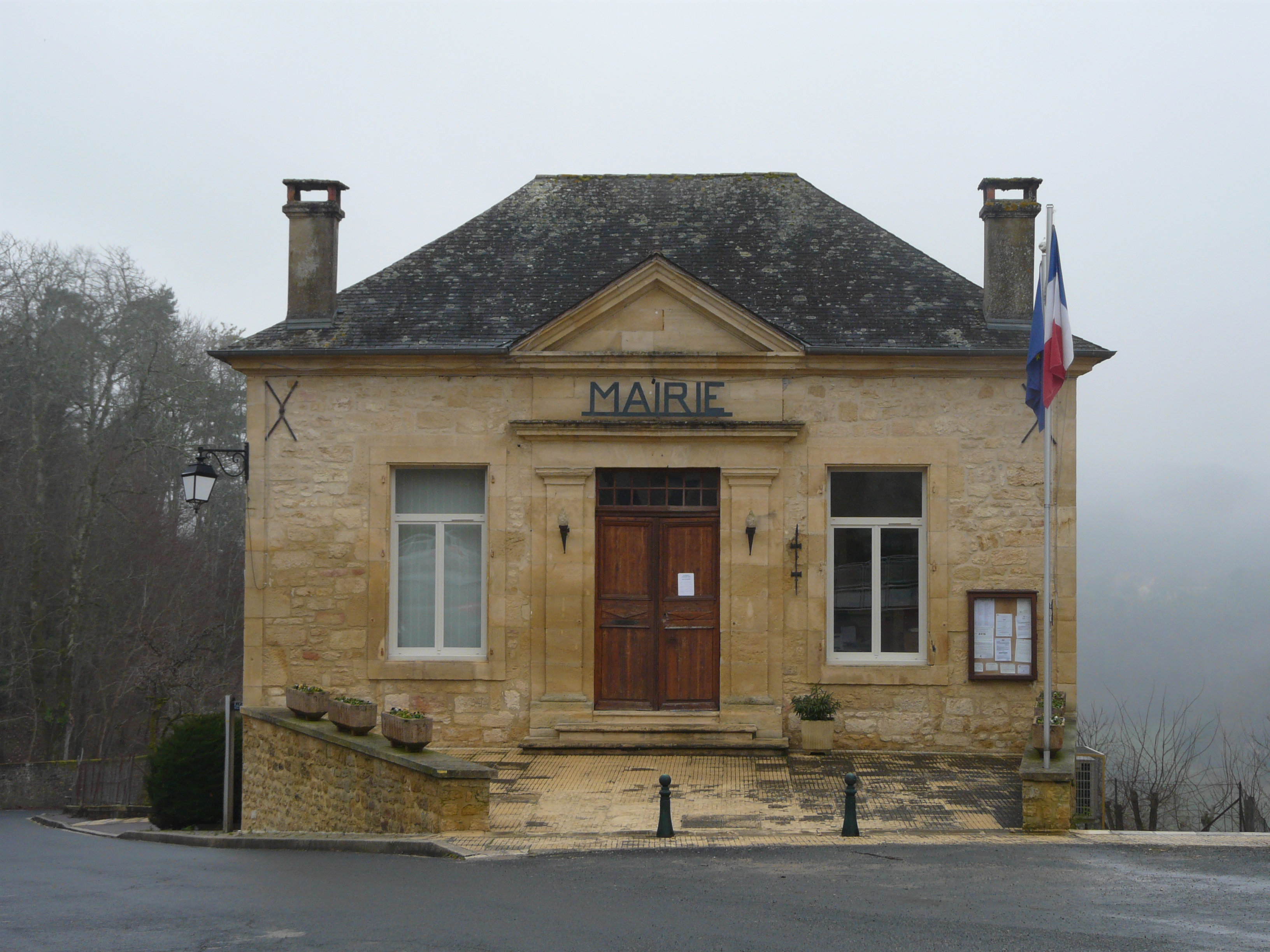
La mairie.

| Période                                  | Période    | Identité        | Étiquette | Qualité                                                                            |
| ---------------------------------------- | ---------- | --------------- | --------- | ---------------------------------------------------------------------------------- |
| Les données manquantes sont à compléter. |            |                 |           |                                                                                    |
|                                          |            |                 |           |                                                                                    |
| 1977                                     | 1983       | Michel Philippe |           | Médecin                                                                            |
| 1983                                     | 1989       | Jean Pécouyoul  |           |                                                                                    |
| mars 1989                                | avril 2024 | André Alard     | UMP-LR    | Ancien agriculteur et négociant Conseiller général du canton de Carlux (2001-2015) |
| avril 2024                               | juin 2024  | Michel Lemasson |           | Premier adjoint faisant fonction de maire                                          |
| juin 2024                                | En cours   | Michel Lemasson |           | Cadre EDF retraité                                                                 |

## Équipements et services publics

### Enseignement
En 2022, la commune de Carlux est organisée en regroupement pédagogique intercommunal (RPI) avec les communes de Pechs-de-l'Espérance, Saint-Julien-de-Lampon et Sainte-Mondane au niveau des classes de primaire :
- Sainte-Mondane accueille les enfants d'école maternelle en toute petite section et en petite section ;
- Carlux s'occupe de la moyenne section et la grande section de maternelle ainsi que du cours préparatoire ;
- Cazoulès (commune de Pechs-de-l'Espérance) gère également le cours préparatoire ainsi que le cours élémentaire 1re année ;
- Saint-Julien-de-Lampon complète le dispositif en accueillant les enfants en cours élémentaire 2e année, cours moyen 1re année et cours moyen 2e année ;
- Calviac-en-Périgord qui n'a plus d'école fait partie de ce RPI et envoie ses enfants dans les écoles précitées.

### Justice
Dans le domaine judiciaire, Carlux relève : 
- du tribunal de proximité de Sarlat-la-Canéda ;
- du tribunal judiciaire, du tribunal pour enfants, du conseil de prud'hommes et du tribunal de commerce de Bergerac ;
- du pôle Nationalité du tribunal judiciaire de Périgueux (compétent uniquement dans le domaine de la nationalité) ;
- de la cour d'appel et de la  cour administrative d'appel de Bordeaux.

## Population et société

### Démographie

#### Démographie de Limejouls
Limejouls est une ancienne commune qui fusionne avec Carlux en 1825.
| 1793 | 1800 | 1806 | 1821 |
| ---- | ---- | ---- | ---- |
| 213  | 200  | 203  | 192  |

#### Démographie de Carlux
L'évolution du nombre d'habitants est connue à travers les recensements de la population effectués dans la commune depuis 1793. Pour les communes de moins de 10 000 habitants, une enquête de recensement portant sur toute la population est réalisée tous les cinq ans, les populations de référence des années intermédiaires étant quant à elles estimées par interpolation ou extrapolation. Pour la commune, le premier recensement exhaustif entrant dans le cadre du nouveau dispositif a été réalisé en 2008.

En 2022, la commune comptait 655 habitants, en évolution de +4,3 % par rapport à 2016 (Dordogne : +0,37 %, France hors Mayotte : +2,11 %).
| 1793 | 1800 | 1806 | 1821 | 1831 | 1836 | 1841 | 1846  | 1851  |
| ---- | ---- | ---- | ---- | ---- | ---- | ---- | ----- | ----- |
| 687  | 689  | 657  | 697  | 918  | 973  | 990  | 1 057 | 1 027 |

| 1856  | 1861 | 1866  | 1872  | 1876  | 1881  | 1886  | 1891 | 1896 |
| ----- | ---- | ----- | ----- | ----- | ----- | ----- | ---- | ---- |
| 1 048 | 932  | 1 057 | 1 017 | 1 019 | 1 241 | 1 064 | 946  | 950  |

| 1901 | 1906 | 1911 | 1921 | 1926 | 1931 | 1936 | 1946 | 1954 |
| ---- | ---- | ---- | ---- | ---- | ---- | ---- | ---- | ---- |
| 888  | 907  | 853  | 693  | 642  | 641  | 611  | 616  | 559  |

| 1962 | 1968 | 1975 | 1982 | 1990 | 1999 | 2006 | 2008 | 2013 |
| ---- | ---- | ---- | ---- | ---- | ---- | ---- | ---- | ---- |
| 535  | 549  | 514  | 565  | 594  | 624  | 640  | 644  | 627  |

| 2018 | 2022 | - | - | - | - | - | - | - |
| ---- | ---- | - | - | - | - | - | - | - |
| 630  | 655  | - | - | - | - | - | - | - |

### Manifestations culturelles et festivités
- Le Printemps du livre, chaque année lors d'un dimanche d'avril accueille une trentaine d'écrivains(18e édition en 2025)[78].
- Fête votive lors d'un week-end début juin[79].
- Tous les ans, au mois d'août, a lieu la fête des crêpes et la course d'ânes. L'argent gagné grâce à la vente des crêpes sert à la restauration du château de Carlux.

## Économie

### Emploi
En 2015, parmi la population communale comprise entre 15 et 64 ans, les actifs représentent 251 personnes, soit 40,0 % de la population municipale. Le nombre de chômeurs (trente-sept) a augmenté par rapport à 2010 (trente) et le taux de chômage de cette population active s'établit à 14,7 %.

### Établissements
Au 31 décembre 2015, la commune compte 78 établissements, dont quarante-sept au niveau des commerces, transports ou services, dix dans l'agriculture, la sylviculture ou la pêche, neuf dans la construction, huit relatifs au secteur administratif, à l'enseignement, à la santé ou à l'action sociale, et quatre dans l'industrie.

## Culture locale et patrimoine

### Lieux et monuments
- Château de Carlux, en ruines, inscrit aux monuments historiques depuis 1927[83].
- Château de Rouffillac.
- Château de Rignac[84].
- Église Sainte-Catherine, romane et gothique, dont le portail est inscrit depuis 1926[85].
- Église Notre-Dame-de-la-Nativité de Limejouls (ancienne commune fusionnée avec Carlux en 1825).
- Cheminée gothique, XIVe siècle, dite « cheminée sarrasine », classée monument historique[86].
- Mémorial de la Résistance à Rouffillac, sur la RD703.
- Restes d’un ermitage au pied de la butte de Poujols.
- Jardins de Cadiot, classés jardin remarquable[87] visitables de mai à septembre[88].

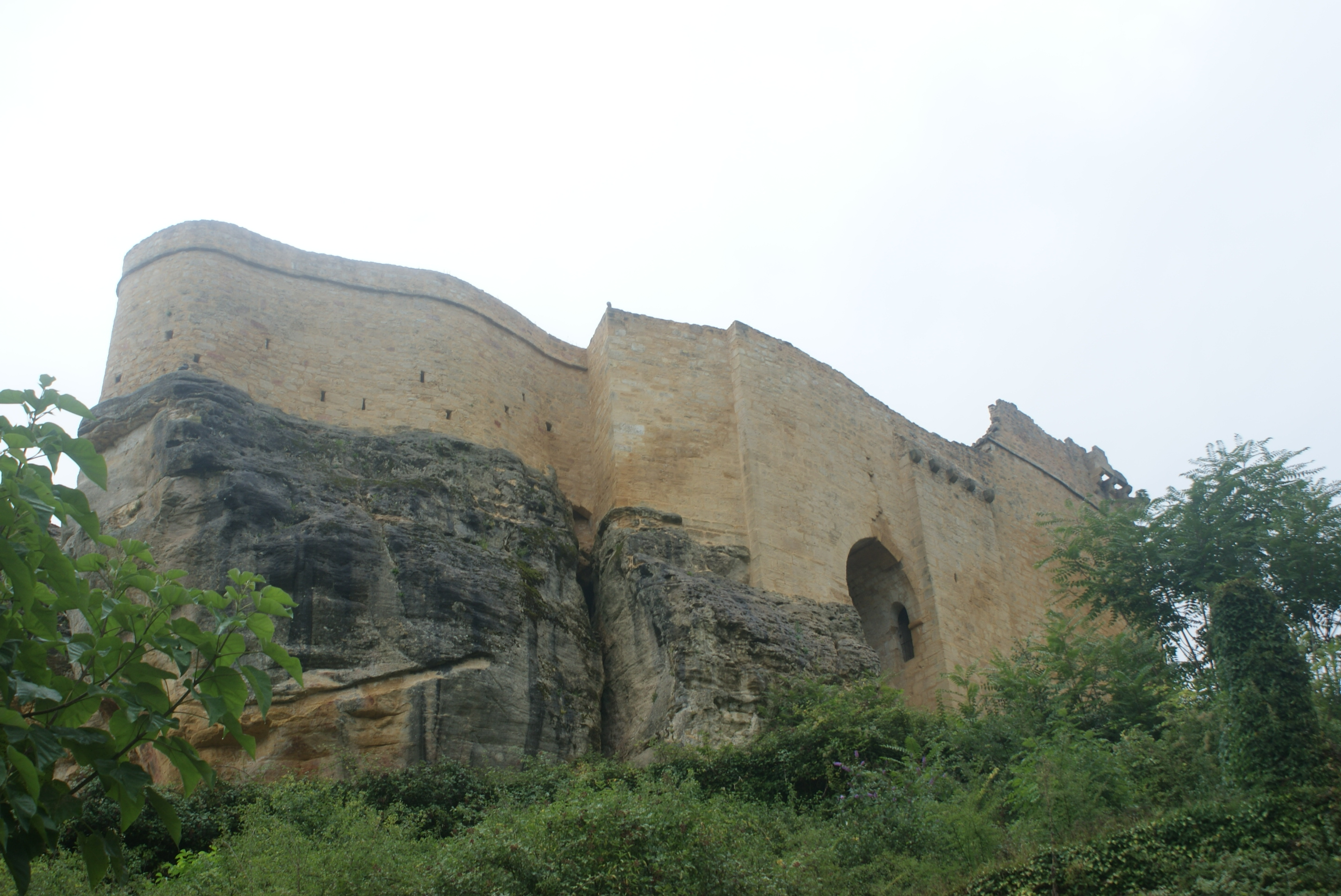
Le château de Carlux.
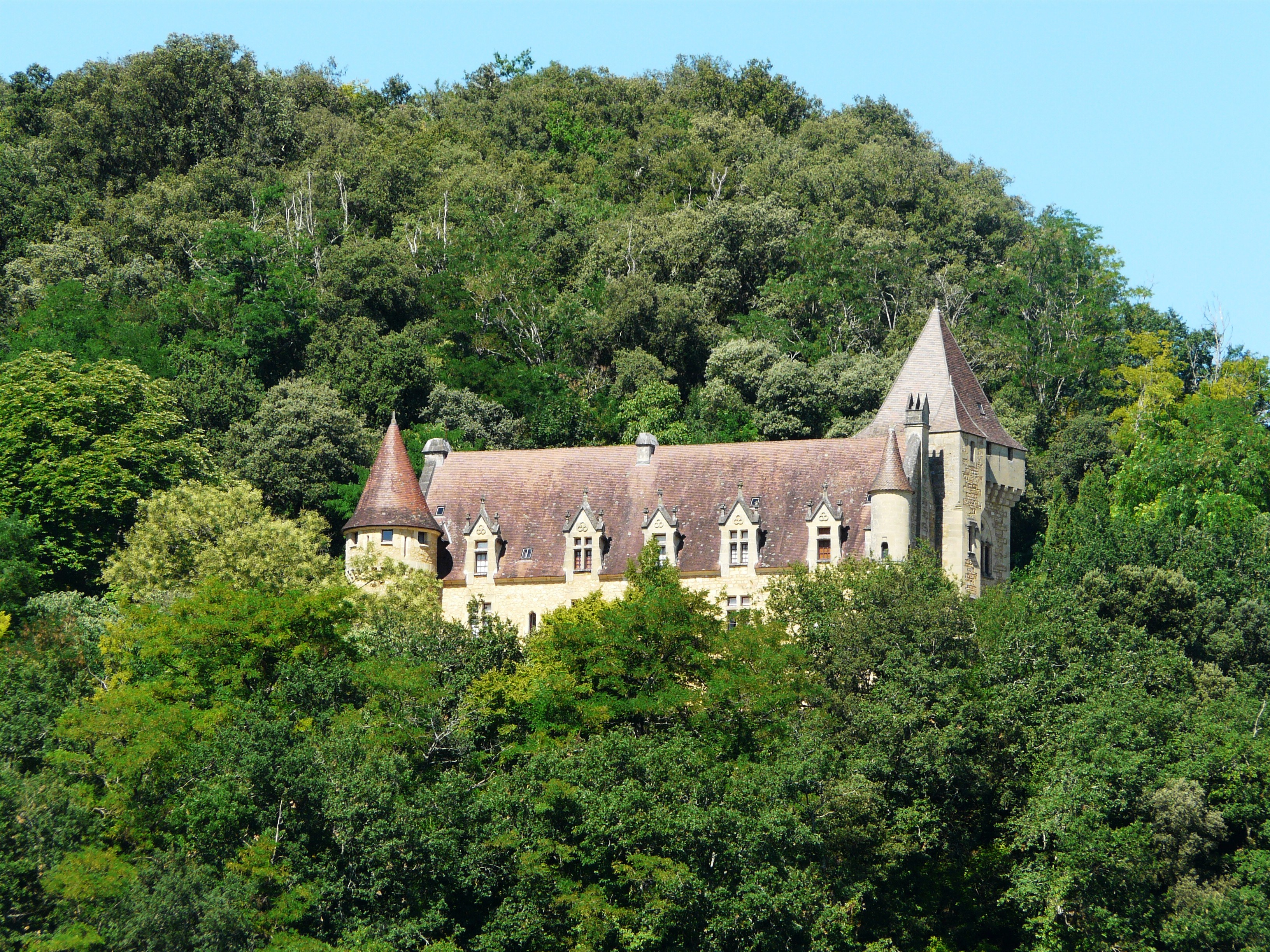
Le château de Rouffillac.
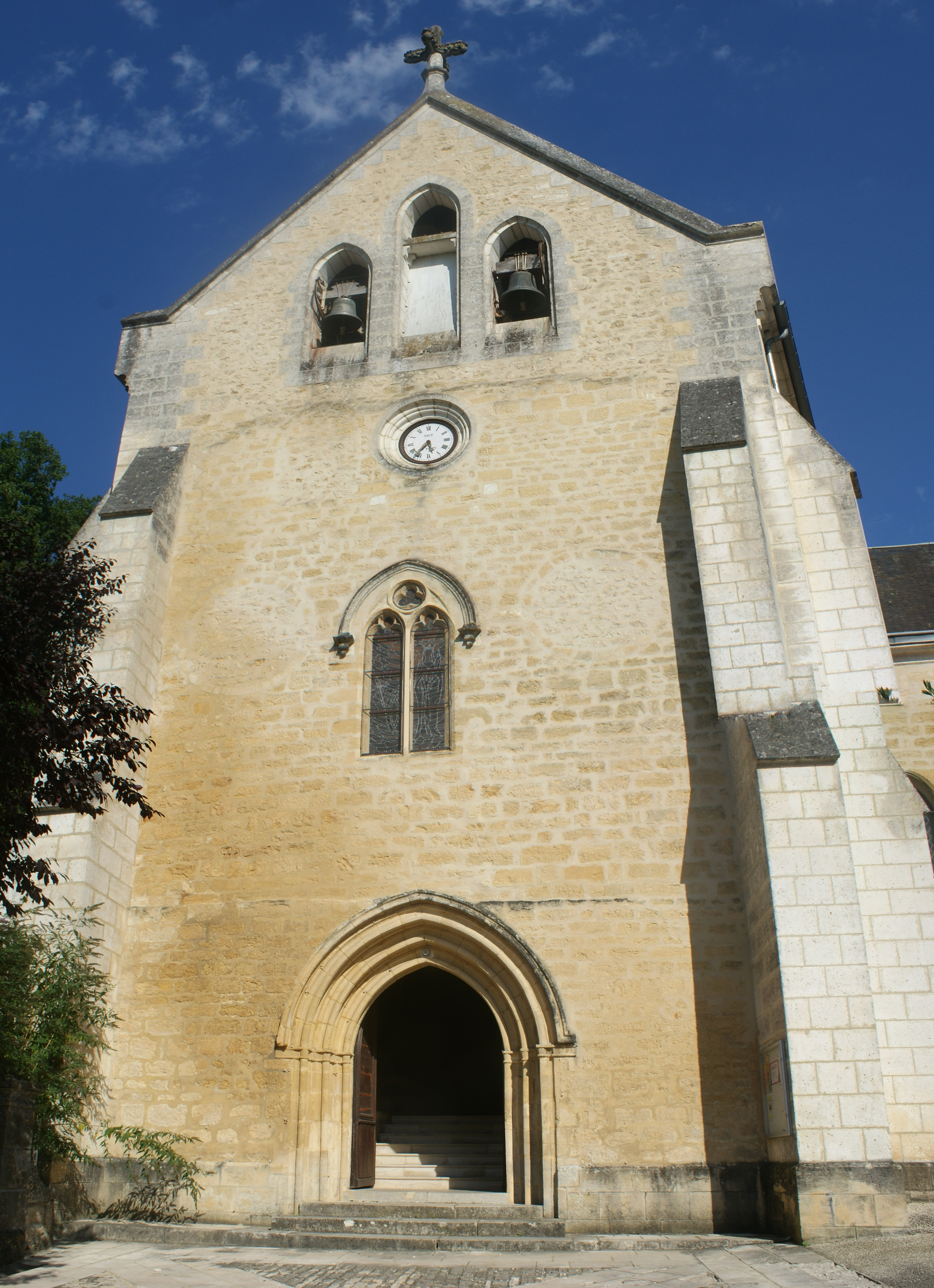
L'église Sainte-Catherine.
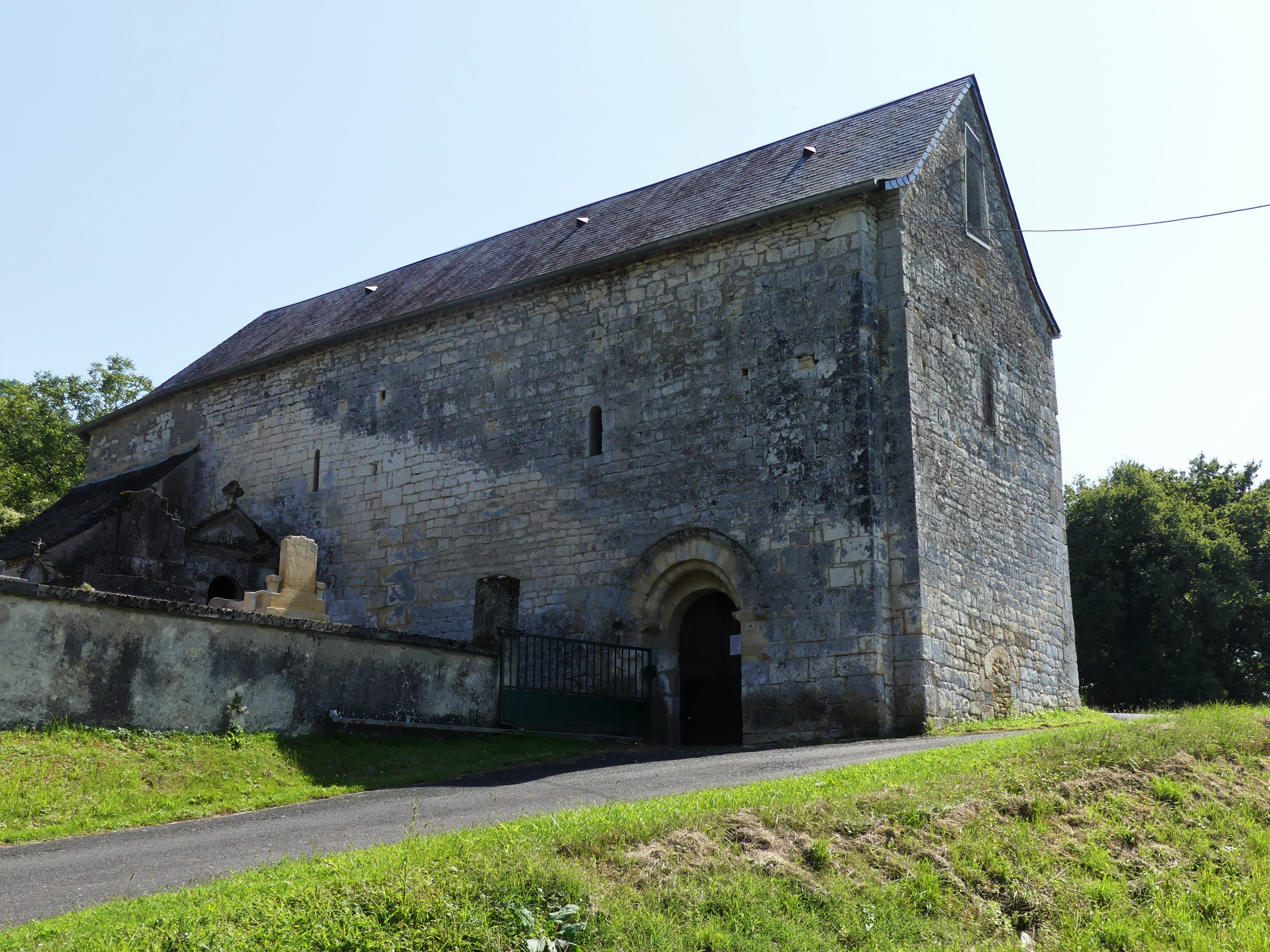
L'église de Limejouls.
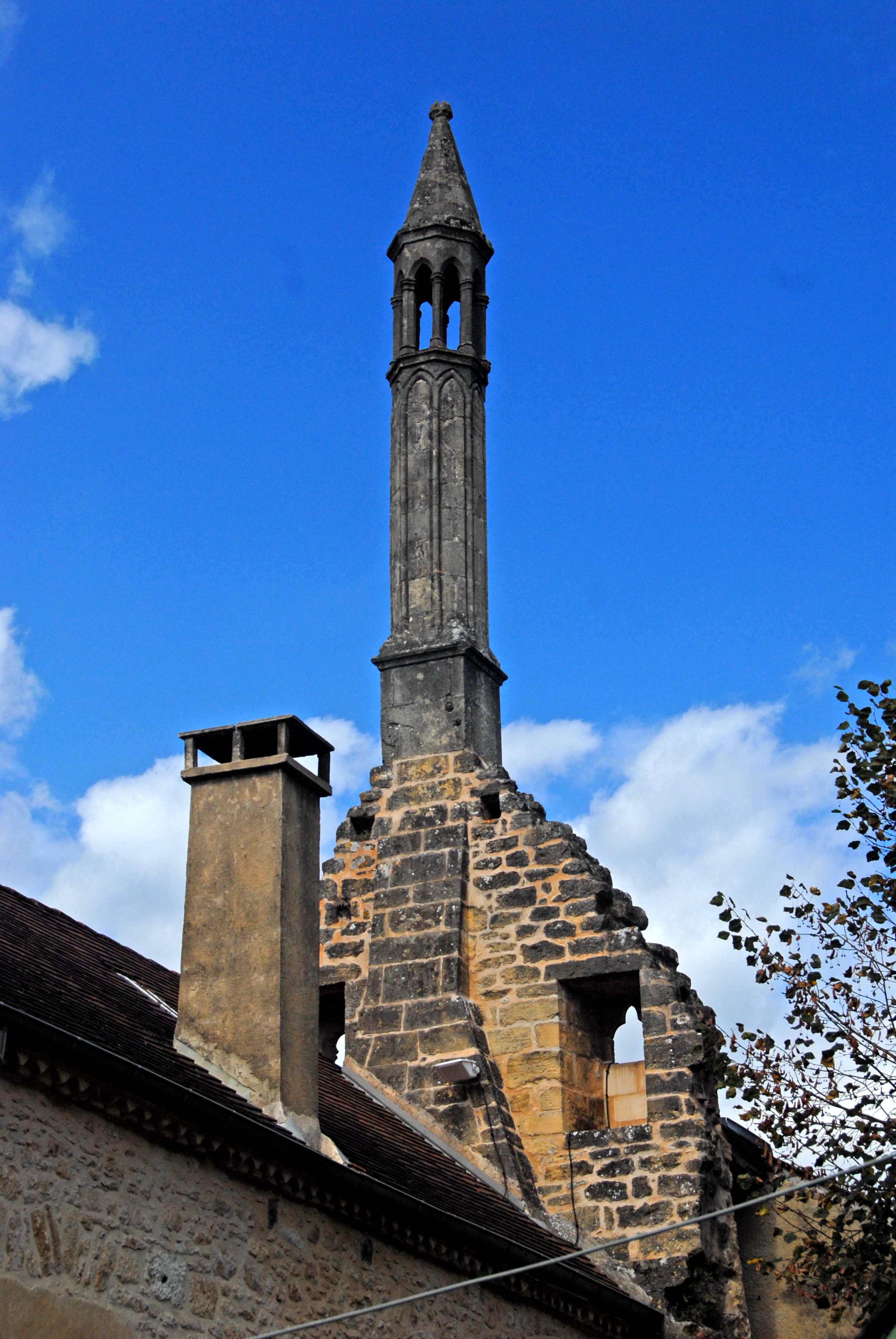
La cheminée gothique.
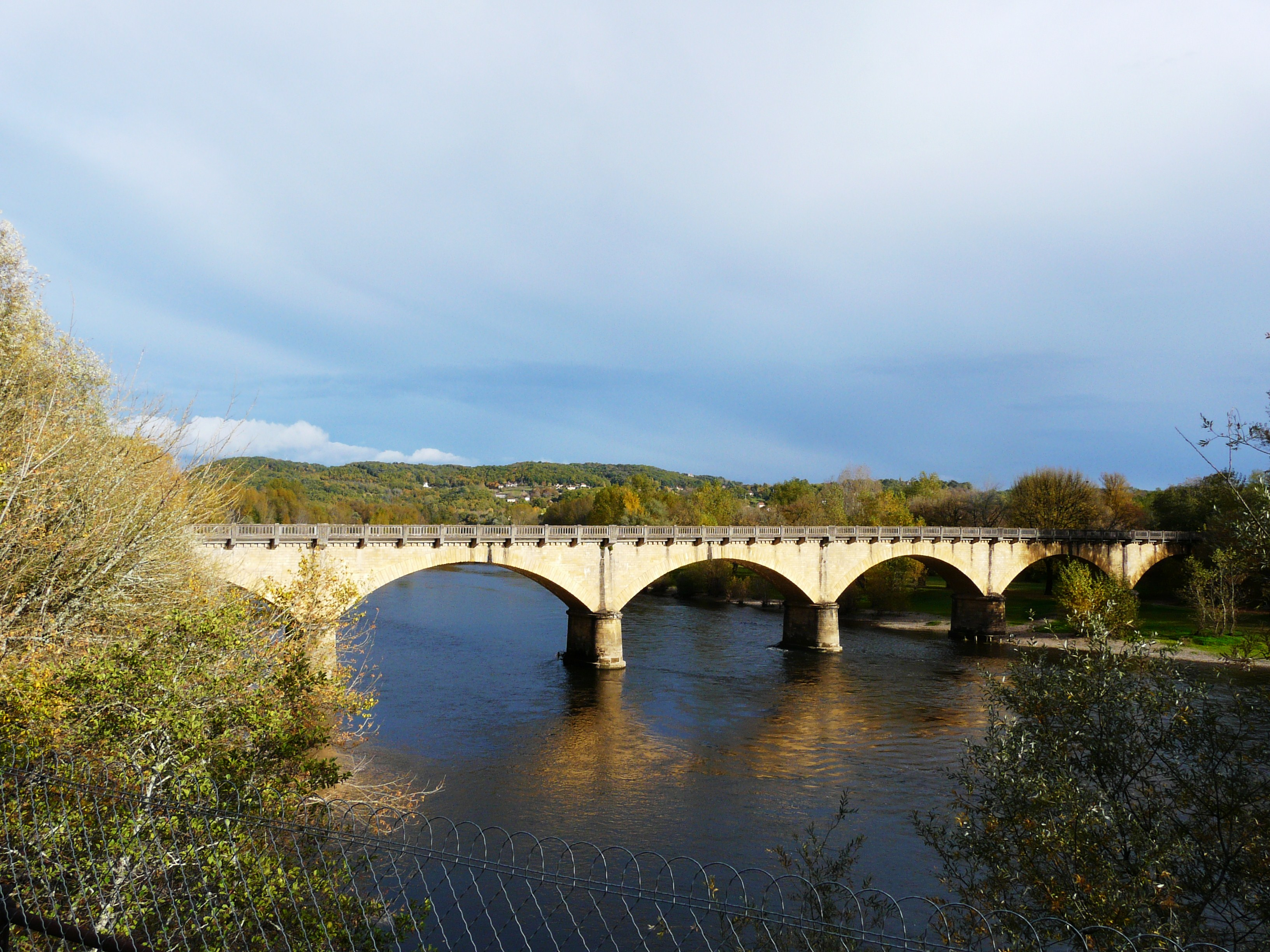
Le pont de Rouffillac sur la Dordogne.

#### Gare de Carlux
Des vacanciers bénéficiant des premiers congés payés, ont été photographiés par Robert Doisneau en 1936, sur un quai de la gare de Carlux. La ligne desservant jadis Carlux était celle de Bordeaux - Sarlat - Aurillac. En avril 2018, un espace consacré au célèbre photographe est ouvert à la gare désaffectée, le lieu prenant le nom de « La Gare Robert-Doisneau ».

### Personnalités liées à la commune
- Joseph-Henri Lasserre de Monzie (1828-1900), journaliste et écrivain catholique français, est né à Carlux.
- Pierre-Paul Grassé (1895-1985), biologiste ayant vécu au château de Rouffillac, y est mort.
- Jacques Abtey (ca 1906-1998), officier du service de renseignements et du contre-espionnage français et Résistant français, y est enterré.
- Robert Doisneau (1912-1994), photographe humaniste français : en 1937, il passe ses premiers congés payés dans la région et en tombe amoureux. En 1939, il prend une photo emblématique de sa femme, Pierrette, accompagnée d'amis sur le quai de la gare de Carlux. Depuis 2018, cette gare, entièrement réhabilitée, rend hommage au célèbre photographe. C'est la seule exposition permanente qui lui est consacrée en France[91].
- Pierre Arpaillange (1924-2017), magistrat et garde des Sceaux de 1988 à 1990, est né à Carlux.

### Héraldique
| Armes de Carlux | Les armes de Carlux se blasonnent ainsi : « D'argent à la fasce bandée d'or et de gueules. » |

## Pour approfondir